# Watching Dreams Turn into Ashes
Watching Dreams Turn into Ashes – 2 płytowe opakowanie zawierające album na żywo Elvisa Presleya, składający się z 2 koncertów (odpowiednio dinner show i midnight show) z  soboty 2 września 1972 w Las Vegas. Wydany w 2012 roku.  

## Dysk 1 - Dinner show (Lista utworów)
1. "Also sprach Zarathustra"
2. "C. C. Rider"
3. "Johnny B. Goode"
4. "Until It's Time For You To Go"
5. "You Don't Have To Say You Love Me"
6. "Polk Salad Annie"
7. "Instrumental - Dialogue"
8. "What Now My Love"
9. "Fever"
10. "Love Me"
11. "Blue Suede Shoes"
12. "Heartbreak Hotel"
13. "All Shook Up"
14. "Love Me Tender"
15. "Hound Dog"
16. "I'll Remember You"
17. "Walk That Lonesome Road ( JD Sumner and The Stamps)"
18. "Suspicious Minds"
19. "Band Introductions"
20. "For The Good Times"
21. "A Big Hunk Of Love"
22. "You Gave Me A Mountain"
23. "Mystery Train - Tiger Man"
24. "Can't Help Falling In Love"
25. "Closing Vamp - Announcements"

## Dysk 2 - Midnight show (Lista utworów)
1. "Also Sprach Zarathustra"
2. "C. C. Rider"
3. "Johnny B. Goode"
4. "Until It's Time For You To Go"
5. "You Don't Have To Say You Love Me"
6. "Polk Salad Annie"
7. "Instrumental - Dialogue"
8. "What Now My Love"
9. "Fever"
10. "Love Me"
11. "Blue Suede Shoes"
12. "Heartbreak Hotel"
13. "Love Me Tender"
14. "Elvis Welcomes UK Fans"
15. "Hound Dog"
16. "I'll Remember You"
17. "Suspicious Minds"
18. "Band Introductions"
19. "Introduction of David Brinkley"
20. "My Way"
21. "Mystery Train - Tiger Man"
22. "Can't Help Falling In Love"
23. "Closing Vamp - Announcements"